# Nigerianische Fußballnationalmannschaft/Olympische Spiele
Die nigerianische Fußballnationalmannschaft nahm erstmals an der Qualifikation für die Olympischen Spiele 1960 teil und konnte sich erstmals für die Olympischen Spiele 1968 in Mexiko qualifizieren, schied dort aber in der Vorrunde aus. Danach gelang erst wieder die Qualifikation 1976, die Mannschaft wurde aber wie alle anderen afrikanischen Sportler zurückgezogen, um gegen die Teilnahme Neuseelands zu protestieren, das den internationalen Sportbann gegen den Apartheid-Staat Südafrika gebrochen hatte, indem es gegen die dortige Rugby-Nationalmannschaft gespielt hatte. In den folgenden Jahren wechselten das Verpassen der Spiele mit erfolgreichen Qualifikationen, zuletzt für die im folgenden Jahr stattfindenden Spiele in Rio de Janeiro. 1996 wurde erstmals das Finale erreicht und gegen Argentinien die Goldmedaille gewonnen. Nigeria war damit die erste afrikanische Mannschaft, die bei einem großen internationalen Turnier den Titel gewinnen konnte. 2008 gelang erneut der Einzug ins Finale und wieder war Argentinien der Gegner, diesmal waren die Argentinier aber erfolgreich. Bis 1964 bestritt die A-Nationalmannschaft die Qualifikationsspiele zu den Olympischen Spielen. Danach waren aber weiterhin afrikanische A-Nationalmannschaften die Gegner in der Qualifikation. Seit den Spielen 2012 läuft die Qualifikation über die afrikanische U-23-Meisterschaft.

## Ergebnisse bei Olympischen Spielen

### 1960
Für die Olympischen Spiele 1960 hatte Nigeria noch vor der am 1. Oktober 1960 erfolgten Unabhängigkeit des Landes, erstmals eine Mannschaft gemeldet:
- Olympia-Qualifikation:
  - 10. Oktober 1959: Nigeria – Ghana 3:1 (in Lagos)
  - 25. Oktober 1959: Ghana – Nigeria 4:1 (in Accra)
  - 13. Dezember 1959: Nigeria – Vereinigte Arabische Republik 2:6 (in Lagos)
  - 1. Januar 1960: Vereinigte Arabische Republik – Nigeria 3:0 (in Kairo) – Nigeria als Gruppendritter ausgeschieden

Besonderheit: Beim Spiel gegen Ägypten durfte Nigeria erstmals nicht in den angestammten scharlachroten Trikots antreten. Die Nationalmannschaft spielte daraufhin in Grün. Aus den „Red Devils“ wurden dadurch die „Green Eagles“ (heute „Super Eagles“).

### 1964
- Olympia-Qualifikation:
  - 1. Runde:
    - 16. November 1963: Nigeria – Marokko 3:0 (in Lagos)
    - 8. März 1964: Marokko – Nigeria 4:1 in (Casablanca)
    - 24. März 1964, Entscheidungsspiel: Marokko – Nigeria 2:1 (in Dakar oder Kairo[1]) – Nigeria ausgeschieden

### 1968
- Olympia-Qualifikation:
  - 1. Runde:
    - Nigeria – Uganda (nicht stattgefunden, da Uganda zurückzog)

  - 2. Runde:
    - 5. November 1967: Nigeria – Sudan 1:0
    - 19. November 1967: Sudan – Nigeria 2:1 – Nigeria durch Losentscheid eine Runde weiter.

  - Finale
    - 20. April 1968 Nigeria – Äthiopien 3:1
    - 4. Mai 1968 Äthiopien – Nigeria 1:0 – Nigeria erstmals für die Olympischen Spiele qualifiziert.
- Olympische Spiele in Mexiko-Stadt:
  - Vorrunde:
    - 14. Oktober 1968: Japan – Nigeria 3:1 in (Puebla)
    - 16. Oktober 1968: Spanien – Nigeria 3:0
    - 18. Oktober 1968: Brasilien – Nigeria 3:3 – Nigeria als Gruppenletzter ausgeschieden.

### 1972
- Olympia-Qualifikation:
  - 1. Runde:
    - 3. April 1971: Nigeria – Senegal 1:2
    - 18. April 1971: Senegal – Nigeria 1:1 – Nigeria ausgeschieden

### 1976
- Olympia-Qualifikation:
  - 1. Runde:
    - Nigeria – Kamerun (nicht stattgefunden, da Kamerun zurückzog)

  - 2. Runde:
    - Nigeria – Mali (nicht stattgefunden, da Mali zurückzog)

  - 3. Runde:
    - 3. April 1976: Nigeria – Marokko 3:1
    - 18. April 1976: Marokko – Nigeria 1:0

Nigeria war damit zum zweiten Mal für die Olympischen Spiele qualifiziert, zog aber wie alle afrikanischen Mannschaften ihre Sportler zurück, da Neuseeland gegen den Sportboykott gegen Südafrika verstoßen hatte, indem die nichtolympische Rugby-Nationalmannschaft gegen Südafrika gespielt hatte. Da das IOC nicht auf den Protest einging, da Rugby keine olympische Sportart sei, verzichteten die afrikanischen Staaten auf die Olympiateilnahme.

### 1980
- Olympia-Qualifikation:

Nigeria nahm nicht an der Qualifikation teil. Nachdem die für das Fußballturnier qualifizierten Ghanaer und Ägypter ebenso wie andere an der Qualifikation teilgenommene Mannschaften sich dem Olympiaboykott wegen der Sowjetischen Intervention in Afghanistan angeschlossen hatten, erhielt Nigeria den Startplatz.
- Olympische Spiele in Moskau:
  - Vorrunde:
    - 21. Juli 1980: Nigeria – Kuwait 1:3
    - 23. Juli 1980: Tschechoslowakei – Nigeria 1:1 (in Leningrad)
    - 25. Juli 1980: Kolumbien – Nigeria 1:0 – Nigeria als Gruppenletzter ausgeschieden, aber nicht gegen den späteren Olympiasieger Tschechoslowakei verloren.

### 1984
- Olympia-Qualifikation:
  - 1. Runde:
    - 9. Juli 1983: Nigeria – Togo 2:1 (in Ibadan)
    - 24. Juli 1983: Togo – Nigeria 1:1 (in Lomé)

  - 2. Runde:
    - 10. Oktober 1983: Nigeria – Ghana 0:0 (in Kaduna)
    - 30. Oktober 1983 Ghana – Nigeria 1:2 (in Accra)

  - 3. Runde:
    - 11. Februar 1984: Nigeria – Marokko 0:0
    - 26. Februar 1984: Marokko – Nigeria 0:0, 3:4 i. E. (in Casablanca) – Nigeria ausgeschieden

### 1988
- Olympia-Qualifikation:
  - 1. Runde:
    - 28. Juni 1987: Liberia – Nigeria 2:1 (in Monrovia)
    - 11. Juli 1987: Nigeria – Liberia 4:1 Liberia (in Lagos)

  - 2. Runde:
    - 4. Oktober 1987: Simbabwe – Nigeria 0:0 (in Harare)
    - 17. Oktober 1987: Nigeria – Simbabwe 2:0 (in Lagos)

  - 3. Runde:
    - 15. Januar 1988 Algerien – Nigeria 1:0 (in Annaba)
    - 30. Januar 1988 Nigeria – Algerien 2:0 n. V. (in Enugu) – Nigeria qualifiziert
- Olympische Spiele in Seoul:
  - Vorrunde:
    - 18. September 1988: Brasilien – Nigeria 4:0 (in Daejeon)
    - 20. September 1988: Jugoslawien – Nigeria 3:1 (in Daejeon)
    - 22. September 1988: Australien – Nigeria 1:0 – Nigeria als Gruppenletzter ausgeschieden

### 1992
- Nicht teilgenommen

### 1996
- Olympia-Qualifikation:
  - 1. Runde:
    - 15. April 1995: Nigeria – Kenia 0:0
    - 29. April 1995: Kenia – Nigeria 0:3

  - 2. Runde:
    - 12. August 1995: Nigeria – Ägypten 3:2
    - 25. August 1995: Ägypten – Nigeria 1:1

  - 3. Runde:
    - 3. März 1996: Simbabwe – Nigeria 0:1
    - 16. März 1996: Nigeria – Simbabwe 1:0
- Olympische Spiele in Atlanta:
  - Vorrunde in Florida:
    - 21. Juli 1996: Nigeria – Ungarn 1:0 (in Orlando)
    - 23. Juli 1996: Nigeria – Japan 2:0 (in Orlando)
    - 25. Juli 1996: Brasilien – Nigeria 1:0 (in Miami) – Nigeria als Gruppenzweiter für die K.-o.-Runde qualifiziert

  - K.-o.-Runde:
    - 28. Juli 1996, Viertelfinale: Mexiko – Nigeria 0:2 (in Birmingham)
    - 31. Juli 1996, Halbfinale: Nigeria – Brasilien 4:3 n. V., Golden Goal (in Athens)
    - 3. August 1996, Finale: Nigeria – Argentinien 3:2

Nigeria wird als erste Mannschaft Olympiasieger, die nicht aus Europa oder Südamerika kommt.
Mit Celestine Babayaro, Emmanuel Babayaro (als Torhüter mit der Nr. 1 ins Turnier gegangen, aber ohne Einsatz), Nwankwo Kanu und Wilson Oruma standen vier Spieler im Kader, die drei Jahre zuvor U-17-Weltmeister geworden waren.

### 2000
- Olympia-Qualifikation:
  - 1. Runde:
    - 13. Juni 1999: Nigeria – Namibia 4:0
    - 27. Juni 1999: Namibia – Nigeria 3:2

  - 2. Runde als Gruppenphase:
    - 16. Oktober 1999: Nigeria – Angola 2:0
    - 31. Oktober 1999: Simbabwe – Nigeria 2:1
    - 19. Februar 2000: Uganda – Nigeria 2:3
    - 26. Februar 2000: Nigeria – Uganda 1:0
    - 12. März 2000: Angola – Nigeria 3:1
    - 26. März 2000: Nigeria – Simbabwe 4:0 – Nigeria als Gruppensieger qualifiziert
- Olympische Spiele in Sydney:
  - Vorrunde:
    - 13. September 2000: Nigeria – Honduras 3:3 (in Adelaide)
    - 16. September 2000: Australien – Nigeria 2:3
    - 19. September 2000: Italien – Nigeria 1:1 (in Adelaide) – Nigeria als Gruppenzweiter für die K.-o.-Runde qualifiziert

  - K.-o.-Runde:
    - 23. September 2000, Viertelfinale: Chile – Nigeria 4:1 (in Melbourne)

### 2004
- Olympia-Qualifikation:
  - 1. Runde:
    - 14. Juni 2003: Nigeria – Namibia 1:0
    - 28. Juni 2003: Namibia – Nigeria 1:2

  - 2. Runde als Gruppenphase:
    - 26. Oktober 2003: Ägypten – Nigeria 0:2
    - 20. Dezember 2003: Nigeria – Tunesien 1:1
    - 3. Januar 2004: Senegal – Nigeria 4:3
    - 21. Februar 2004: Nigeria – Senegal 2:0
    - 13. März 2004: Nigeria – Ägypten 3:0
    - 28. März 2004: Tunesien – Nigeria 2:0 – Nigeria als Gruppendritter ausgeschieden

### 2008
- Olympia-Qualifikation:
  - 1. Runde:
    - 7. Februar 2007: Nigeria – Äquatorialguinea 5:0 (in Abuja)
    - 23. März 2007: Äquatorialguinea – Nigeria 0:2 (in Malabo)

  - 2. Runde als Gruppenphase:
    - 3. Juni 2007: Nigeria – Ghana 3:2 (in Abuja)
    - 22. August 2007: Südafrika – Nigeria 1:1 (in Rustenburg)
    - 16. November 2007: Ghana – Nigeria 0:0 (in Accra)
    - 26. März 2008: Nigeria – Südafrika 3:0 (in Abuja) – Nigeria als Gruppensieger qualifiziert.
- Olympische Spiele in Peking:
  - Vorrunde:
    - 7. August 2008: Niederlande – Nigeria 0:0 (in Tianjin)
    - 10. August 2008: Nigeria – Japan 2:1 (in Tianjin)
    - 13. August 2008: Nigeria – USA 2:1 – Nigeria als Gruppensieger für die K.-o.-Runde qualifiziert

  - K.-o.-Runde:
    - 16. August 2008, Viertelfinale: Nigeria – Elfenbeinküste 2:0 (in Qinhuangdao)
    - 19. August 2008, Halbfinale: Nigeria – Belgien 4:1 (in Shanghai)
    - 23. August 2008, Finale: Nigeria – Argentinien 0:1

### 2012
- Olympia-Qualifikation über die erstmals ausgetragene afrikanische U-23-Meisterschaft:
  - 1. Runde
    - 26. März 2011: Nigeria U-23 – Äquatorialguinea U-23 5:0 (in Benin City)
    - 10. April 2011: Äquatorialguinea U-23 – Nigeria U-23 1:4 (in Malabo)

  - 2. Runde:
    - 5. Juni 2011: Tansania U-23 – Nigeria U-23 1:0 (in Daressalam)
    - 19. Juni 2011: Nigeria U-23 – Tansania U-23 3:0 (in Benin City)

  - Finalturnier in Marokko:
    - Vorrunde:
      - 26. November 2011: Nigeria U-23 – Marokko U-23 0:1 (in Tanger)
      - 29. November 2011: Senegal U-23 – Nigeria U-23 2:1 (in Tanger)
      - 2. Dezember 2011: Nigeria U-23 – Algerien U-23 4:1 (in Marrakesch) – Nigeria als Gruppendritter ausgeschieden

### 2016
- Olympia-Qualifikation über die afrikanische U-23-Meisterschaft:
  - 3. Runde:
    - 19. Juli 2015: Nigeria U-23 – Rep. Kongo U-23 2:1 (in Port Harcourt)
    - 2. August 2015: Rep. Kongo U-23 – Nigeria U-23 0:0 (in Pointe-Noire)

  - Finalturnier im Senegal:
    - Vorrunde:
      - 29. November 2015: Mali U-23 – Nigeria U-23 2:3 (in M’bour)
      - 2. Dezember 2015: Nigeria U-23 – Ägypten U-23 2:2 (in M’bour)
      - 5. Dezember 2015: Algerien U-23 – Nigeria U-23 0:0 (in Dakar) – Nigeria als Gruppenzweiter für die K.-o.-Runde qualifiziert.

    - K.-o.-Runde:
      - 9. Dezember 2015, Halbfinale: Senegal U-23 – Nigeria U-23 0:1 (in Dakar)

Nigeria für die Olympischen Spiele in Rio de Janeiro qualifiziert. Nigeria gewann anschließend auch das Finale gegen Algerien und wurde damit erstmals afrikanischer U-23-Meister und hat damit nun in allen Altersklassen, in denen Meisterschaften ausgespielt werden, mindestens einmal den Titel gewonnen.

#### Kader für 2016
Am 24. Juni 2016 wurde ein vorläufiger Kader mit 35 Spielern bekannt gegeben.
Startberechtigt ist eine U-23-Mannschaft, in der bis zu drei ältere Spieler mitwirken dürfen. Hierfür wurden Daniel Akpeyi, John Obi Mikel und Usman Muhammed nominiert. John Obi Mikel nahm bereits 2014 an der WM teil. Zusammen mit dem südafrikanischen Torhüter Itumeleng Khune ist er mit 75 A-Länderspielen der Teilnehmer mit den meisten A-Länderspielen.
| Nr.        | Spieler              | Geburtsdatum | Verein                     | A-Länder- spiele | A-Länder- spieltore | OS-Spiele |     |     |     |     |     |     |
| Tor        | Tor                  | Tor          | Tor                        | Tor              | Tor                 | Tor       | Tor | Tor | Tor | Tor | Tor | Tor |
| ---------- | -------------------- | ------------ | -------------------------- | ---------------- | ------------------- | --------- | --- | --- | --- | --- | --- | --- |
| 1          | Daniel Akpeyi        | 03.08.1986   | Chippa United FC           | 02               | 0                   |           |     |     |     |     |     |     |
| 18         | Emmanuel Daniel      | 17.12.1993   | Enugu Rangers FC           | 0                | 0                   |           |     |     |     |     |     |     |
| Abwehr     |                      |              |                            |                  |                     |           |     |     |     |     |     |     |
| 2          | Muenfuh Sincere      | 28.04.1998   | Rhapsody FC (IV)           | 0                | 0                   |           |     |     |     |     |     |     |
| 3          | Kingsley Madu        | 11.12.1995   | FK AS Trenčín              | 01               | 0                   |           |     |     |     |     |     |     |
| 4          | Abdullahi Shehu      | 12.03.1993   | União Madeira ( ▼)         | 10               | 0                   |           |     |     |     |     |     |     |
| 5          | Saturday Erimuya     | 10.01.1998   | Kayseri Erciyesspor (II ▼) | 0                | 0                   |           |     |     |     |     |     |     |
| 6          | William Troost-Ekong | 01.09.1993   | FK Haugesund               | 04               | 0                   |           |     |     |     |     |     |     |
| 15         | Ndifreke Udo         | 15.08.1998   | Abia Warriors FC           | 0                | 0                   |           |     |     |     |     |     |     |
| 16         | Stanley Amuzie       | 28.02.1996   | SC Olhanense (II)          | 0                | 0                   |           |     |     |     |     |     |     |
| Mittelfeld |                      |              |                            |                  |                     |           |     |     |     |     |     |     |
| 8          | Oghenekaro Etebo     | 09.11.1995   | CD Feirense (II ▲)         | 06               | 1                   |           |     |     |     |     |     |     |
| 10         | John Obi Mikel       | 22.04.1987   | FC Chelsea                 | 75               | 4                   |           |     |     |     |     |     |     |
| 12         | Popoola Saliu        | 07.08.1994   | RFC Seraing (II)           | 0                | 0                   |           |     |     |     |     |     |     |
| 14         | Okechukwu Azubuike   | 19.04.1997   | Yeni Malatyaspor           | 0                | 0                   |           |     |     |     |     |     |     |
| 17         | Usman Muhammed       | 12.06.1980   | União Madeira ( ▼)         | 0                | 0                   |           |     |     |     |     |     |     |
| Angriff    |                      |              |                            |                  |                     |           |     |     |     |     |     |     |
| 7          | Aminu Umar           | 06.03.1995   | Osmanlıspor FK             | 02               | 0                   |           |     |     |     |     |     |     |
| 9          | Imoh Ezekiel         | 24.10.1993   | RSC Anderlecht             | 01               | 0                   |           |     |     |     |     |     |     |
| 11         | Oluwafemi Ajayi      | 29.01.1996   | CS Sfax                    | 0                | 0                   |           |     |     |     |     |     |     |
| 13         | Sadiq Umar           | 02.02.1997   | AS Rom                     | 0                | 0                   |           |     |     |     |     |     |     |

#### Spiele
- Vorrunde:
  - Nigeria – Japan 5:4 (3:2) am 4. August 2016 in Manaus
  - Schweden – Nigeria 0:1 (0:1) am 7. August 2016 in Manaus – Nigeria als Gruppensieger für die K.-o.-Runde qualifiziert
  - Kolumbien – Nigeria 2:0 (1:0) am 10. August 2016 in São Paulo
- K.-o.-Runde:
  - Viertelfinale: Nigeria – Dänemark 2:0 (1:0) am 13. August 2016 in Salvador
  - Halbfinale: Nigeria – Deutschland 0:2 (0:1) am 17. August 2016 in São Paulo
  - Spiel um Platz 3: Honduras – Nigeria 2:3 (0:1) am 20. August 2016 in Belo Horizonte

### 2021
- Olympia-Qualifikation über die afrikanische U-23-Meisterschaft:
  - 2. Runde:
    - 20. März 2019: Libyen U-23 – Nigeria U-23 2:0 (in Ben Gardane, TUN)
    - 25. März 2019: Nigeria U-23 – Libyen U-23 4:0 (in Asaba)

  - 3. Runde:
    - 5. September 2019: Sudan U-23 – Nigeria U-23 1:0 (in Omdurman)
    - 10. September 2019: Nigeria U-23 – Sudan U-23 5:0 (in Asaba)

  - Finalturnier in Ägypten (alle Spiele in Kairo):
    - Vorrunde:
      - 9. November 2019: Nigeria U-23 – Elfenbeinküste U-23 0:1
      - 12. November 2019: Sambia U-23 – Nigeria U-23 1:3
      - 15. November 2019: Nigeria U-23 – Südafrika U-23 0:0

Nigeria als Gruppendritter nicht für die K.-o.-Runde und damit nicht für die Olympischen Spiele in Tokio qualifiziert.

### 2024
- Olympia-Qualifikation über die afrikanische U-23-Meisterschaft:
  - 2. Runde:
    - 22. Oktober 2022: Tansania U-23 – Nigeria U-23 1:1 (in Daressalam)
    - 29. Oktober 2022: Nigeria U-23 – Tansania U-23 2:0 (in Ibadan)

  - 3. Runde:
    - 22. März 2023: Nigeria U-23 – Guinea U-23 0:0 (in Abuja)
    - 28. März 2023: Guinea U-23 – Nigeria U-23 2:0 (in Rabat, Marokko)

Nigeria nicht für den U-23-Afrika-Cup 2023 und damit nicht für die Olympischen Spiele in Paris qualifiziert.

## Trainer
- 1968:  József Ember
- 1980:  Otto Glória
- 1988:  Manfred Höner
- 1996, 2000:  Jo Bonfrere
- 2008, 2016: Samson Siasia (1988 Teilnehmer als Spieler)

## Beste Torschützen
1. Oghenekaro Etebo, Sadiq Umar (2016) je 4 Tore
3. Victor Agali (2000), Nwankwo Kanu (1996), Victor Nsofor Obinna (2008) je 3 Tore
6. Celestine Babayaro (1996), Chinedu Obasi (2008), Jay-Jay Okocha (1996), Kenneth Olayombo (1968), Aminu Umar (2016) je 2 Tore

## Bekannte Spieler
- Victor Agali 2000 (4 Tore in der Qualifikation für die WM 2002)
- Daniel Amokachi 1996 (WM-Teilnehmer 1994 und 1998)
- Victor Ikpeba 1996 (Afrikameister 1994)
- Nwankwo Kanu 1996 (WM-Teilnehmer 1998 und 2002, U-17-Weltmeister 1993)
- Chinedu Obasi 2008, (Dritter bei der Afrikameisterschaft 2010)
- Jay-Jay Okocha 1996 (WM-Teilnehmer 1994, 1998 und 2002)
- Sunday Oliseh 1996 (WM-Teilnehmer 1998 und 2002), seit 2015 Nationaltrainer von Nigeria
- Taribo West 1996 (WM-Teilnehmer 1994, 1998 und 2002)